# جیمز ئی. مک‌دانلد
جیمز ای مک‌دانلد (انگلیسی: James E. McDonald؛ زاده ۷ مهٔ ۱۹۲۰ درگذشته ۱۳ ژوئن ۱۹۷۱) یک فیزیک‌دان اهل ایالات متحده آمریکا بود.